# Station Jeleń
Station Jeleń is een spoorwegstation in de Poolse plaats Jeleń.